# Chisos Alazani
Chisos Alazani är ett vattendrag i Georgien. Det ligger i den nordöstra delen av landet, nära gränsen mot Ryssland.